# 13602 Pierreboulez
13602 Pierreboulez este un asteroid din centura principală de asteroizi.

## Descriere
13602 Pierreboulez este un asteroid din centura principală de asteroizi. A fost descoperit pe 10 august 1994 la Observatorul La Silla de Eric Walter Elst. Asteroidul prezintă o orbită caracterizată de o semiaxă mare de 2,52 ua, o excentricitate de 0,08 și o înclinație de 1,1° în raport cu ecliptica.